# 杉森風緒
杉森 風緒（すぎもり かお、1982年10月24日 - ）は、日本の元AV女優。

## 略歴
2002年に『PLEASE SEE ALL OF ME』でAVデビュー。
2004年、引退した。

## 作品

### アダルトビデオ
2002年
- PLEASE SEE ALL OF ME（12月20日、オブテイン・フューチャー）

2003年
- イヤラシーエンジェル ミルフィーユ杉森（1月25日、オブテイン・フューチャー）
- A Dream or Reality（2月25日、オブテイン・フューチャー）
- 嬌艶 暴裏淫猥レイプ 〜裏切りの果てに〜（3月25日、オブテイン・フューチャー）
- My Earnest is Felt 〜ワタシノホンキヲカンジテ〜（4月25日、オブテイン・フューチャー）
- お尻と性器 14（5月10日、ワンズファクトリー）
- 御奉仕シミュレーションゲーム メイドバトル2（5月16日、メディアアーツ）共演:米田友花
- 拘束SLAVE（6月1日、バニーズバニー）
- エロいナースでティッシュタイム VOL.3（6月6日、バーチャルウェーブ）
- 素人倶楽部 6 杉森風緒2（7月3日、素人倶楽部）
- 人気AV女優 永遠の美少女 杉森風緒ちゃん登場!!（7月13日、素人倶楽部）
- 卑猥な唇、濃厚な舌。（8月20日、ワープエンタテインメント）
- キャンギャル SUPER BODY（8月22日、笠倉出版社）他出演:藤崎涼、持田みく
- イカせ天国・寸止め地獄（9月19日、メディアステーション）他出演:梅宮かおる、持田みく、堀越のあ
- PENIBAN★STYLE[舐めずり女とペニバン男。]（10月3日、ドリームチケット）他出演:石田ゆりあ、桃乃かおり
- 美脚フェロモン 11 パンスト美 尻 彩 色（10月22日、U&K）
- それゆけGOGOタイガース!（10月27日、V&Rプランニング）共演:みずなあんり、野原うさぎ
- スクール水着[学校公認猥褻コスチューム]（11月7日、ドリームチケット）他出演:今井つかさ、桜このみ
- 「汁の伝道師」KINGDOMの痴汁の世界 （11月20日、忠実堂）共演:杏野るり
- 誘惑ミセス 56（11月20日、U&K）
- THE クンニ 狂ってイキまくった女。 7（11月20日、U&K）
- 恋愛心理トリックゲーム 三姉妹の午後 〜私だけを見つめて〜（11月28日、aini（ピエロ））…共演:風見里穂、篠原みい
- 悪戯★痴女（12月4日、ドリームチケット）他出演:平井まりあ、青山るみ
- 美脚フェロモン 11 パンスト美 尻 彩 色（12月5日、U&K）
- 女ハ男ヲ目デ犯ス。 DX2（12月5日、ワープエンタテインメント）共演:中野千夏、三上翔子、望月るあ、杏野るり、中山りお、田村麻衣、青山るみ
- EX-FILE 3（12月12日、aini（ピエロ））共演:高橋まい
- 新・義母さんもうガマンできない（12月13日、ロイアルアート）共演:浅野順
- 杉森風緒がレズのイロハを教えてアゲル（12月18日、忠実堂）共演:
- イイ女狩り　どうせやるならイイオンナ!（12月19日、うまなみ。）他出演:藤森かおり、森咲小雪、中谷カイト、中野千夏、仲真リカ、伊藤まり
- ザ・女子大生狩り（12月19日、クリスタル映像）他出演:阿部かおる、早乙女唯、田中麻里、吉沢ミズキ、緒川さら、卯月万結、桜月舞、美園そのみ、日向ひな
- 拘束奴隷（12月25日、アクアウェイブ）他出演:佐藤えり

2004年
- 僕、専用。5号[KAO]・6号[MIKU]・7号[RIO]〜三機合体スペシャル〜（1月8日、ゴーゴーズ）…共演:持田みく、吉沢里緒
- ザ レズファイト4（1月22日、SODクリエイト）共演:加藤咲良、桜田さくら、はらだはるな
- 男一代騎乗位バカ50人が選ぶ!魁!! 騎乗位王座決定戦（1月22日、SODクリエイト）共演:真咲菜々、七海りあ、姫川麗
- 顔は銀座 カラダは車中!!（2月20日、ホットエンターテイメント）オムニバス作品
- もしもこんな痴女がいたら…。（2月20日、うまなみ。）共演:中谷カイト、他出演:藤森かおり、森咲小雪、葉月まなか、望月るあ、朝比奈りり子
- 緊急救命痴女病棟〜集団診察編〜（3月1日、MOODYZ）共演:七海りあ、三上翔子、上条えりか、桜田さくら、夏川翔子、沢田ひとみ、水谷るい
- 緊急救命痴女病棟〜個人診察編〜（3月1日、MOODYZ）『緊急救命痴女病棟〜集団診察編〜』出演女優8人によるオムニバス作品
- あゝ!一軒家女子プロレス（仮） 2（3月18日、ナチュラルハイ）共演:響乃えみる、若月樹里、朝比奈りり子、中山美嘉
- エロエロにして…（3月19日、イー・コンプレックス）共演:石田ゆりあ
- ザ レズファイト 〜ザ ベスト バウト〜 完全ノーカット版（4月15日、SODクリエイト）共演:加藤咲良、他出演:桜田さくら、古河由摩、山口玲子、森野あおば、臼井利奈、七海りあ、田村麻衣
- レズでオナニーさせてあげるわ 痴レズ2（4月15日、ハンドメイドビジョン）共演:一ノ瀬悠
- 続　舐められ倶楽部 レズビアンルーム（4月23日、アロマ企画）共演:長谷川めい（野々宮りん）、一色彩
- 平成枯れすすき 淋しい人妻（おんな）たち（5月14日、マルクス兄弟）共演:桜田さくら
- 女教師緊縛補習授業（5月18日、月光）
- うまなみ。プレゼンツ いいオンナ 4時間（5月21日、ケイ・エム・プロデュース）うまなみ作品『イイオンナ狩り!』のセルDVD化作品 他出演:臼井利奈、春野さくら、桜井ルル、上条えりか、はらだはるな、長谷川美紅、松山理江
- 仮想遊戯　美女の濃縮生唾液（5月28日、アロマ企画）共演:相川まり、伊藤あやの、あらきれいこ
- レ・ズ・ビアン 14（7月9日、U&K）共演:松坂樹梨
- アタッカーズ7周年記念スペシャル 淫獣女狐の欲望（8月8日、アタッカーズ）共演:姫咲しゅり、筒見友、つかもと友希、岡崎美女、三咲まお、小室芹菜、渡瀬晶、風間恭子
- オマ●コ!シテェ〜 VOL.6 かお（8月10日、バーチャルウェーブ）
- アナル破壊3（2004年8月19日、ナチュラルハイ）
- うまなみ。プレゼンツ 3 痴女4時間（9月3日、ケイ・エム・プロデュース）共演:中谷カイト うまなみ。作品『もしもこんな痴女がいたら...。』のセルDVD化作品 他出演:三上翔子、萩原さやか、小池笑美、持田ゆき、日高マリア（日高ゆりあ）、友田真希 他
- 杉森風緒の表に出せないビデオ（9月17日、エイチエス映像）
- 黒い欲情 喪服令嬢の淫獣儀式（9月24日、セブンエイト）他出演:臼井利奈
- お姉さんが犯してあげる4 18連発!!（10月22日、クリスタル映像）他17名出演
- 謎のレイプ事件特集（11月19日、aini（ピエロ））オムニバス作品

発売日不明
- 杉森風緒のマル秘ファック!!（オブテイン・フューチャー）